# Baveno
Baveno (Baven in lombardo e piemontese) è un comune italiano di 4 511 abitanti della provincia del Verbano-Cusio-Ossola, situato sulla sponda piemontese del Lago Maggiore. La città, terza in Piemonte per presenze turistiche, sorge al centro del Golfo Borromeo ed è caratterizzata da una vista unica sulle isole che rendono unico il Lago Maggiore.

## Geografia fisica
Situato tra il Lago Maggiore e la montagna, sul delta del torrente Selvaspessa e sulle pendici del Monte Camoscio e del Mottarone, Baveno unisce le caratteristiche di località turistica a quelle di centro industriale. Si trova a 11,2 km da Verbania, a 94,5 km da Milano e 143 da Torino, in un ambiente naturale di notevole bellezza paesaggistica, dove i numerosi sentieri e percorsi presenti si prestano a rilassanti passeggiate. La pregevole posizione, prospiciente il golfo Borromeo, fa della città un'interessante meta turistica, grazie ad una posizione unica e privilegiata davanti alle tre isole Borromee.

## Origini del nome
L'origine del nome è controversa, è probabile che derivi dal nome personale romano Babenus o dal derivato gentilizio Babenius.

## Storia
Tra i più importanti reperti sulle sue origini, sicuramente degne di nota sono due lapidi, risalenti all'epoca romana, murate nella facciata della parrocchiale: una lastra tombale della quale è quasi impossibile leggere la descrizione, e di una lapide dedicata all'imperatore Claudio.
Da Baveno, in epoca romana, passava la via Severiana Augusta, strada romana consolare che congiungeva Mediolanum (la moderna Milano) con il Verbannus Lacus (il Lago Verbano, ovvero il Lago Maggiore, e da qui al passo del Sempione (lat. Summo Plano).
Sicuramente a quel tempo il paese rivestiva nell'area un ruolo importante, tanto da giustificare la presenza di un'antica e vasta pieve, e una giurisdizione sui nuclei abitativi vicini.
In alcune documentazioni risalenti al decimo secolo appare un femminile "Bavena", probabilmente da "Villa Bavena", della quale in quello stesso periodo vennero distribuiti proprietà e diritti tra personalità e istituzioni di diversa importanza.
Nel 1014 l'imperatore Enrico II donò Baveno alle religiose del monastero di San Felice di Pavia.
Ebbero qui dei possessi l'Abbazia di San Donato di Scozola di Sesto Calende, ma anche l'arcivescovado di Milano. Con il tempo, l'importanza sia sotto il profilo civile che religioso del comune andò via via scemando, e ben presto Baveno dovette abdicare al suo ruolo centrale nel Vergante in favore di Lesa, che, agli inizi del XIII secolo divenne capoluogo della giurisdizione voluta dall'arcivescovo di Milano allo scopo di raggruppare i territori della fascia costiera lacustre.
Verso la metà del XVII secolo Baveno contava circa 180 nuclei famigliari, con 14 terre sottoposte alla sua giurisdizione: Feriolo, Brughere, Oltrefiume, Creza, Corte, Domo, Romanico, Milanese, Molino di Ripa, Loita, Roncaro, Rampolino, Prevostura, Ronco vecchio o Voggini. Cinque nomi che hanno un riscontro nelle località esistenti: Romanico, Roncaro, Loita, Oltrefiume e Feriolo.
Tra il 13 e il 14 settembre 1943 ebbe inizio con le prime uccisioni di ebrei a Baveno l'eccidio del Lago Maggiore che si sarebbe poi esteso nei giorni successivi anche ad altre località della zona facendo un totale di 57 vittime. Furono 14 le persone uccise a Baveno da soldati tedeschi, prima portate all'Hotel Ripa e poi fatte sparire; probabilmente fucilate sulla riva e poi gettate nel lago.

### Simboli
Lo stemma e il gonfalone sono stati concessi con regio decreto del 27 febbraio 1941.
Le figure nello stemma sono un riferimento alle cave di granito rosa che si estrae fin dall'antichità nella zona di Baveno.
Il gonfalone è un drappo di azzurro.

## Monumenti e luoghi di interesse

### Architetture religiose

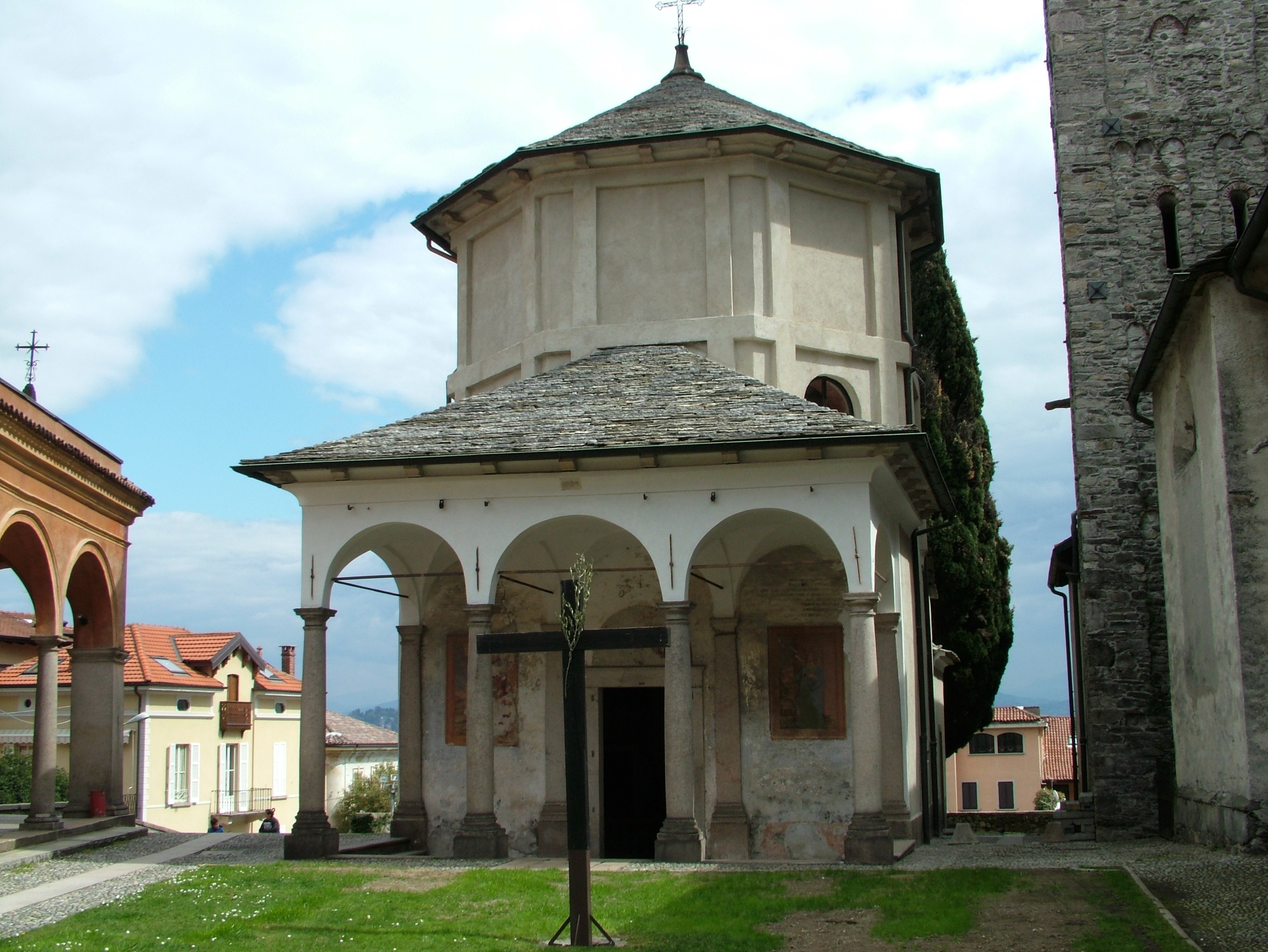
Il battistero

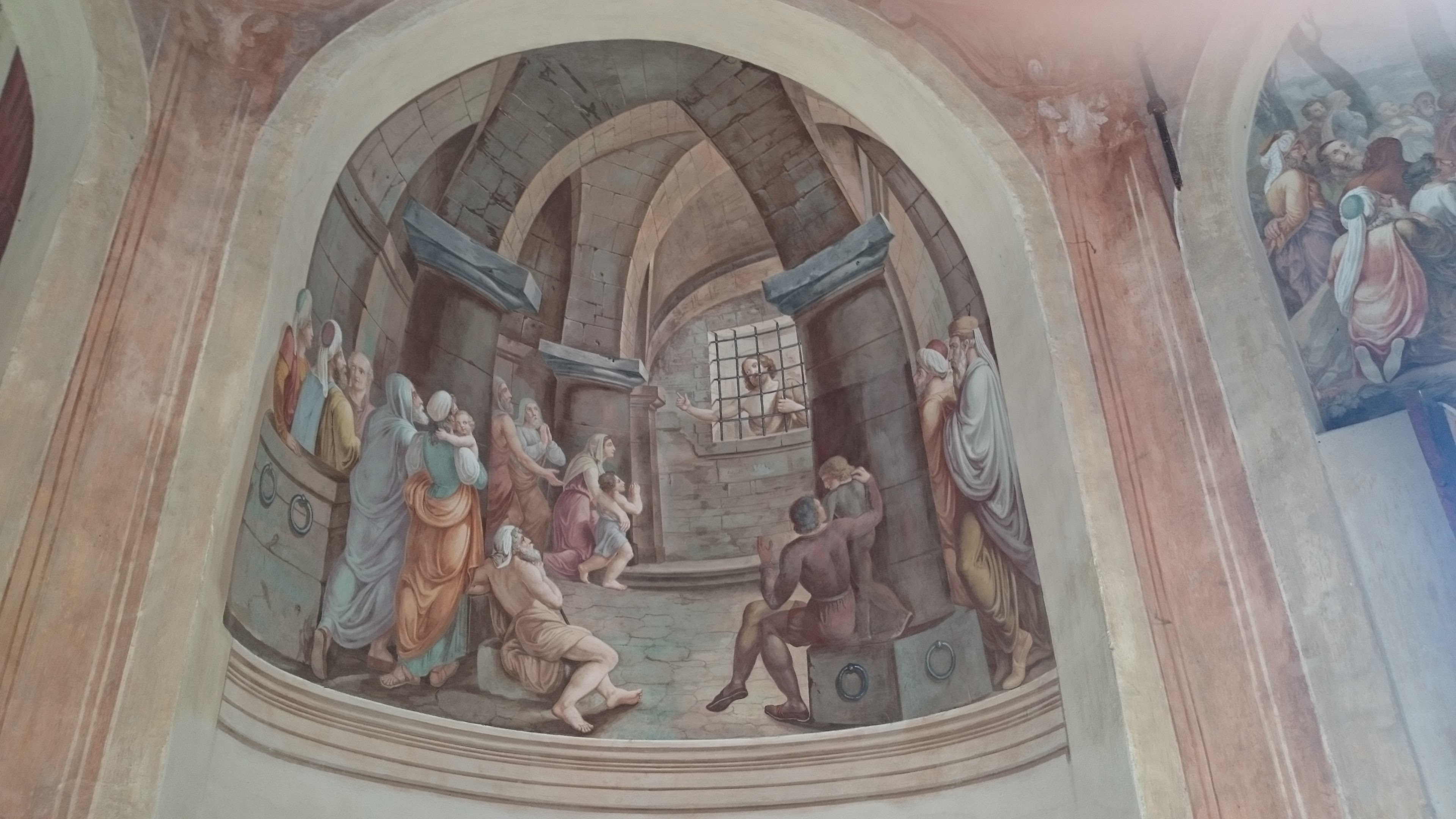
Baveno battistero, Giovanni Battista incarcerato.

BattisteroRisalente apparentemente al periodo rinascimentale, è in realtà un edificio del V secolo. Esternamente appare in pianta quadrata, ma all'interno corrisponde l'originale pianta ottagonale, con cupola affrescata intorno al XVI secolo, e nicchie alternate tra rettangolari e semicircolari, ricavate dallo spessore della muratura. Possiede un'alta volta romanica, completamente affrescata, con al centro l'Eterno con il globo crociato: davanti troviamo un porticato sorretto da quattro colonne in granito. Subì dei restauri nel 1732, nel 1795 e nel 1888. Ora le pareti esterne appaiono coperte da uno spesso strato di intonaco, con lesene aggettanti e fasce orizzontali di tipo rinascimentali che ne celano le origini caratteristiche.

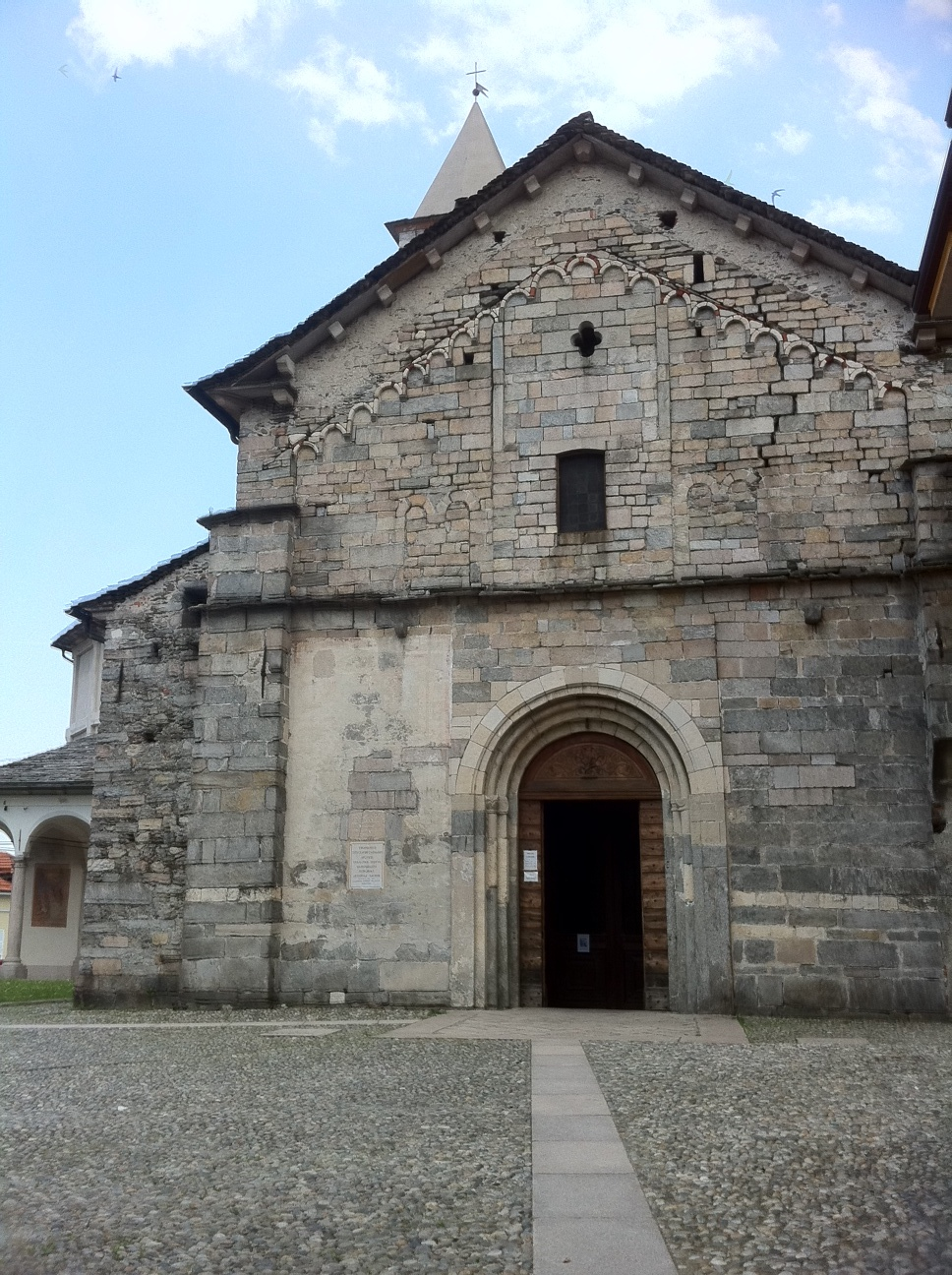
Chiesa SS Gervaso e Protaso

Chiesa dei Santi Gervaso e ProtasoÈ stata costruita intorno all'XI secolo e consacrata dal vescovo Amidano il 25 luglio 1345. Ristrutturata soprattutto nei secoli XVII e XVIII, conserva sulla facciata e in una parte del muro laterale gli aspetti caratteristici dello stile romanico. La facciata presenta un andamento a capanna, con pietre squadrate nelle quali si innestano eleganti archetti pensili e rampanti, la piccola luce a quadrifoglio e le bifore murate, sostituite successivamente dalla finestra centrale. Il portale, ad archivolto, è ampio, con capitelli decorati con motivi vegetali, davanti al quale nel 1841 fu costruito un piccolo portico, distrutto nel 1935. In origine la chiesa possedeva un'unica e ampia navata, ma le successive ristrutturazioni hanno portato alla realizzazione dei contrafforti laterali, delle cappelle, della copertura a volta, dell'abside e della sagrestia. All'esterno, sulla facciata, è presente un affresco raffigurante San Cristoforo..
Porticato della Via CrucisAdiacente alla chiesa dei Santi Gervaso e Protaso, fu costruito nel 1839 dopo lo spostamento del cimitero, che, con le sue pregevoli arcate a tutto sesto sorrette da colonne in granito,  accresce la bellezza del luogo. Una piccola appendice che sembra appartenere al porticato è invece la cappella del SS. Sepolcro.

### Architetture civili
Casa Morandi
Posizionata nell'antico quartiere Domo, la casa, datata al XVIII secolo, ha quattro piani collegati all'esterno da scale e con ballatoio su ogni piano. Le aggiunte contemporanee contraffanno quello che doveva essere l'aspetto originario; resta a vista la muratura, a pietre scistose in corsi irregolari, che terminano in angoli di pietre sbozzate.
Villa FedoraCostruita nel 1857 fu acquistata da Giuseppe Spatz nel 1909. Dopo la sua morte fu venduta al musicista Umberto Giordano. Utilizzata poi per lunghi anni come sede dell'Opera nazionale maternità e infanzia (ONMI), negli anni Sessanta del XX secolo fu ceduta alla Camera di Commercio di Novara (ora di Verbania), che l'ha attrezzata come sede distaccata. Il parco della villa è a disposizione del pubblico e al suo interno si possono ammirare i più tipici esemplari della flora locale.
Villa Henfrey-BrancaEdificio in stile gotico inglese costruito in mattoni rossi a vista, era originariamente chiamata Villa Clara e fu costruita tra il 1870 ed il 1872 dall'ingegnere inglese Charles Henfrey. All'interno del parco vi sono due cappelle per il rito anglicano e cattolico. Ospiti illustri di questa villa, non aperta al pubblico, furono in passato l'imperatore tedesco Federico III e la regina Vittoria, che vi soggiornò con la figlia Beatrice nel 1879.
Villa Della CasaRealizzata nel 1875 dall'architetto svizzero Augusto Guidini per l'imprenditore Nicola Della Casa e ora chiamata Villa Bionda è realizzata in stile svizzero con bei balconi scolpiti. Sulla facciata principale è presente il motto della famiglia Della Casa: Labor Prima Virtus. Lungo le facciate sono presenti tondi in terracotta raffiguranti personalità storiche e culturali. All'interno del giardino un imponente esemplare di Ginkgo biloba piantato nel 1875 e oggi tra i più grandi d'Europa. La villa non è aperta al pubblico.
Villa MussiPosizionata nella frazione di Oltrefiume è una struttura composita a pianta estremamente irregolare, unione successiva di diversi corpi; il principale è databile alla seconda metà del XVII secolo. La sua facciata, rivolta a sud, mostra un loggiato centrale a tre ordini di colonne monolitiche sovrapposte, e ai lati si articolano due ali asimmetriche. La villa, originariamente proprietà Margaritis, fu acquisita nel XIX secolo dalla famiglia Mussi. Qui abitò, morendovi nel 1904, Giuseppe Mussi, senatore del Regno e sindaco di Milano. Infine il nipote Francesco Cazzamini Mussi (ivi defunto nel 1952), poeta e studioso della storia di Milano e genero di Umberto Giordano musicista (vedi Villa Fedora), ebbe occasione di ospitarvi a lungo l’amico poeta Marino Moretti. Dal 1978 è di proprietà della famiglia dell’architetto Emiliano Bernasconi, che ne curò il restauro. Il grande parco, attiguo alla villa e ad essa collegato da un sottopasso, è oggi parco pubblico comunale.
Villa BarberisOriginale villa di stile eclettico costruita da Alberto Barberis all'inizio del Novecento.

## Società

### Evoluzione demografica
Abitanti censiti

### Istituzioni enti e associazioni
Dal 2007 è stato creato il Consiglio Comunale dei Ragazzi (CCR). Alcuni rappresentanti dei giovani bavenesi hanno così l'opportunità di fare sentire la propria voce in Comune, cercando di presentare, all'Amministrazione comunale, validi consigli a proposito della vita dei giovani del paese. Possono essere eletti consiglieri del CCR bambini e ragazzi che frequentano la terza, la quarta e la quinta elementare e la prima e seconda media. Il CCR resta in carica per due anni.

## Cultura

### Istruzione
Museo GraNumLo spazio museale è ricavato dal restauro dell'antico palazzo Pretorio, sito prospiciente alla monumentale Chiesa parrocchiale. L'edificio, edificato nei primi anni del Novecento, su probabile impronta ottocentesca, è stato restaurato con lo scopo di realizzare un museo diffuso a scala territoriale riferibile per il granito rosa di Baveno e le pietre del VCO.

### Media
Baveno ebbe negli anni ottanta del secolo scorso una propria emittente radiofonica, Radio Baveno FM 103.4 MHz. All'emittente succedette la varesina Reteotto (oggi Otto FM), che trasmette ancora sulla frequenza di Radio Baveno da Alpino di Levo. Il 13 febbraio 2023 ha iniziato le trasmissioni una nuova web radio locale: la Baveno Web Radio.

### Eventi
La Pietra Racconta - Stone on Stage
Un intero fine settimana di eventi dedicati alla pietra, in cui la musica e la danza, declinate con diverse modalità e rivolte a differenti fasce di pubblico, divengono occasione per valorizzare luoghi ed elementi del paesaggio “di pietra” naturale e costruito, calando le proposte nel territorio e nei siti di estrazione e lavoro pietra. Si è data la preferenza a performance musicali o coreutiche per un coinvolgimento ampio anche degli ospiti stranieri presenti sul territorio.
Le finalità sono quelle di mettere in luce e valorizzare un elemento identitario del territorio provinciale, la pietra, raccontandolo con linguaggi che si integrano a quelli del Museo Granum e dell’Ecomuseo del granito, che ne propongono la storia, offrendone visioni contemporanee.
Festival Umberto GiordanoFestival nato in occasione del centenario della prima rappresentazione di Fedora (1898) e del cinquantenario della morte del compositore Umberto Giordano (1948), che trascorreva lunghi periodi di lavoro e vacanza a Baveno. Sorto come manifestazione interamente dedicata ai musicisti del periodo a cavallo fra Ottocento e Novecento, agli autori post-verdiani e ai loro contemporanei europei e americani, in seguito il Festival ha esteso il suo interesse a tutti i generi musicali del secolo scorso, alla poesia e ad altre forme d'arte e spettacolo diventando insieme alle Settimane musicali di Stresa uno degli appuntamenti culturali più rilevanti del Verbano Cusio Ossola. Il Festival ha concluso le sue attività nel 2014.
Concorso di LiuteriaIl Comune è divenuto anche sede di un importantissimo appuntamento biennale a carattere internazionale: un concorso di liuteria, che sta assumendo un rilievo sempre maggiore.
Un salto nel passatoDal 2001 si tiene, durante il periodo natalizio, la manifestazione "un Salto nel Passato". Nelle vie più caratteristiche della cittadina vengono allestite delle postazioni rappresentanti gli antichi mestieri, con figuranti vestiti a tema. Dal 2004 sono state coniati, appositamente per la manifestazione, i "franc", le monete del "salto nel passato", sulle quali è impresso il ritratto di uno dei figuranti. Per il decennale è stata riprodotta la Casa Morandi. I visitatori possono cambiare i propri Euro in franc, necessari per gustare le specialità proposte alle diverse postazioni.
Si possono trovare il fabbro, il farmacista, gli scalpellini, i boscaioli, ma anche i pastori, i cuochi e le prostitute, gli astronomi (con la riproduzione del Pendolo di Foucault) o semplicemente le dame che passeggiano per il paese. Molto caratteristica è anche l'assidua partecipazione dei bambini nelle manifestazioni: collaborano al timbrificio, alla pigiature dell'uva, cantando canzoni caratteristiche e indossando i costumi dell'epoca.
Il 16 dicembre 2007, la manifestazione ha registrato partecipazione di circa 450 figuranti e la presenza (stimata) di circa 20.000 visitatori, confermandosi sempre di più come uno degli appuntamenti più attesi e apprezzati della zona. Nel 2016 viene organizzato a novembre, segnando il record di visite a circa 25.000 persone e la partecipazione di circa 500 figuranti. Dal 2010 la manifestazione è biennale.

## Economia

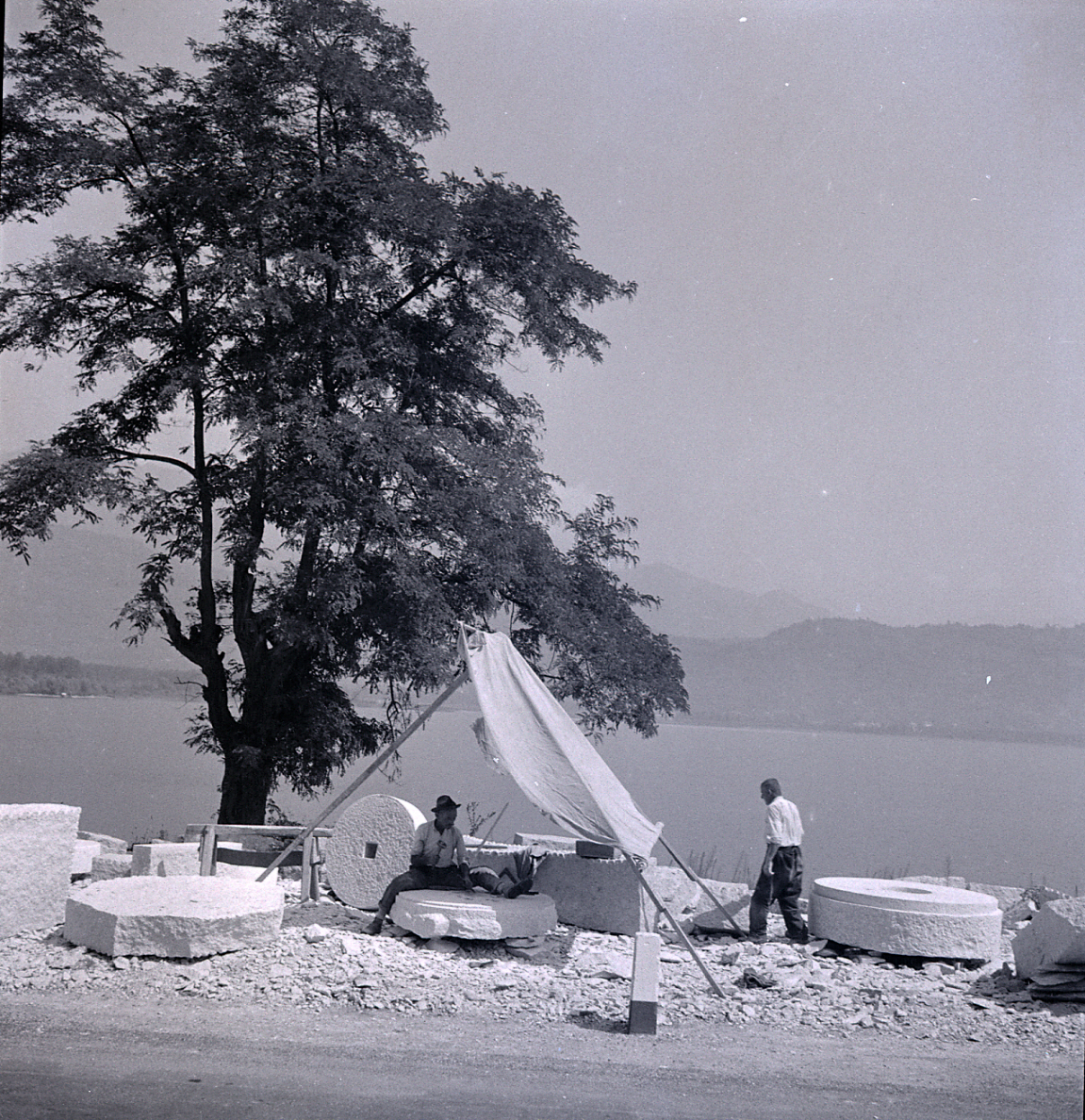
Scalpellini al lavoro nella frazione di Feriolo, negli anni 80

Fino a tutto il XVIII secolo l'economia del luogo su basava in modo predominante sull'agricoltura e sull'attività di 11 piccoli mulini e un torchio; contemporaneamente risultava molto attivo il commercio di legna e carbone, mentre una nuova attività si stava affacciando nel panorama economico del lago: l'escavazione del granito rosa, che nel XIX secolo grazie all'imprenditore svizzero Nicola Della Casa assunse una dimensione industriale dovuta a un forte sviluppo tecnologico, con l'avvento delle mine e delle seghe ad acqua.
Alla Città di Baveno è dedicato il minerale Bavenite, scoperto nella cava cittadina nel 1901.
Nell'Ottocento vennero edificati i primi alberghi dove soggiornarono ospiti illustri come Schubert e Alexandre Dumas. Durante la seconda guerra mondiale l'hotel Belle Vue fu sede del presidio tedesco agli ordini del famigerato capitano Ludwig Stamm.
Con lo sviluppo di un turismo sempre più diffuso e la costruzione di diversi alberghi disseminati su tutto il territorio, Baveno si sta trasformando in importante alternativa alla crisi del settore manifatturiero.

## Amministrazione
Di seguito è presentata una tabella relativa alle amministrazioni che si sono succedute in questo comune.
| Periodo           | Periodo           | Primo cittadino    | Partito         | Carica      | Note   |
| ----------------- | ----------------- | ------------------ | --------------- | ----------- | ------ |
| 24 aprile 1995    | 14 giugno 1999    | Paolo Marchioni    | centro-sinistra | Sindaco     | [ 13 ] |
| 14 giugno 1999    | 14 giugno 2004    | Paolo Marchioni    | lista civica    | Sindaco     | [ 13 ] |
| 14 giugno 2004    | 8 giugno 2009     | Massimo Zoppi      | lista civica    | Sindaco     | [ 13 ] |
| 8 giugno 2009     | 26 maggio 2014    | Massimo Zoppi      | lista civica    | Sindaco     | [ 13 ] |
| 26 maggio 2014    | 19 novembre 2014  | Franco Ottinetti   | lista civica    | Sindaco     | [ 13 ] |
| 19 novembre 2014  | 31 maggio 2015    | Michele Basilicata |                 | Comm. pref. | [ 13 ] |
| 31 maggio 2015    | 22 settembre 2020 | Maria Rosa Gnocchi | lista civica    | Sindaco     | [ 13 ] |
| 22 settembre 2020 | in carica         | Alessandro Monti   | lista civica    | Sindaco     | [ 13 ] |

### Gemellaggi
- Nadur[senza fonte]

### Altre informazioni amministrative
Baveno faceva parte della Comunità montana Due Laghi, Cusio Mottarone e Val Strona, soppressa nel 2012. Ora fa parte dell'unione montana del Cusio e del Mottarone.

## Sport
La squadra di calcio, denominata ASD Città di Baveno 1908, è nata nel 1908, meritando quindi l'iscrizione all'Elenco Nazionale delle Società Storiche e premiata nel 2011 con la Stella di Bronzo del CONI per meriti sportivi.
La squadra partecipa da sette stagioni al Campionato Regionale di Eccellenza (quinto livello nazionale).
La categoria Juniores ha vinto il titolo regionale nella Stagione 2012/13.

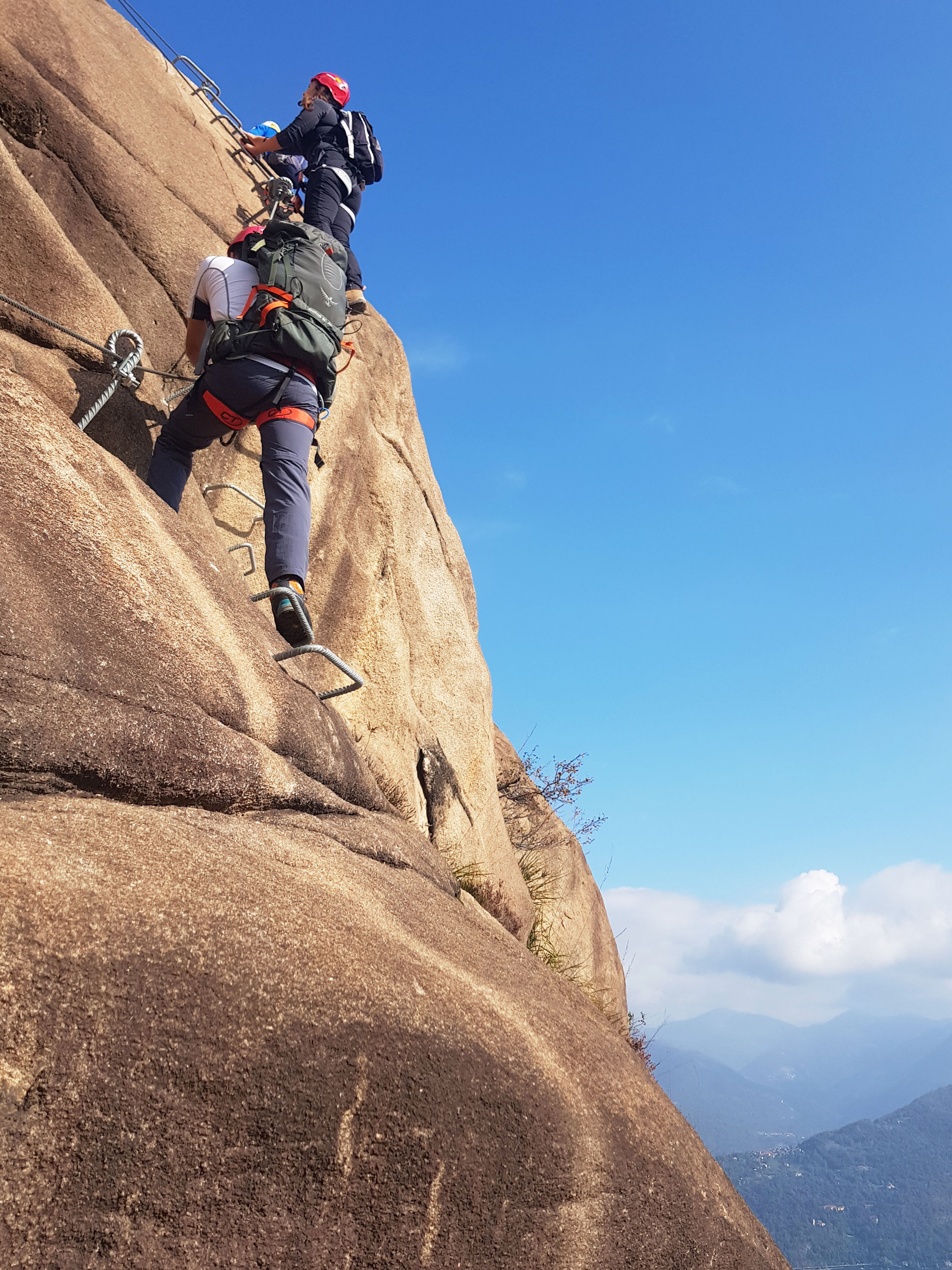
Alpinisti risalgono la via Ferrata dei Picasass

Sopra l'abitato di Baveno ci sono diverse vie ferrate che risalgono le pareti in granito del Monte Camoscio, tra queste la Via Ferrata dei Picasass e la Via Ferrata La Miccia.

## Galleria d'immagini

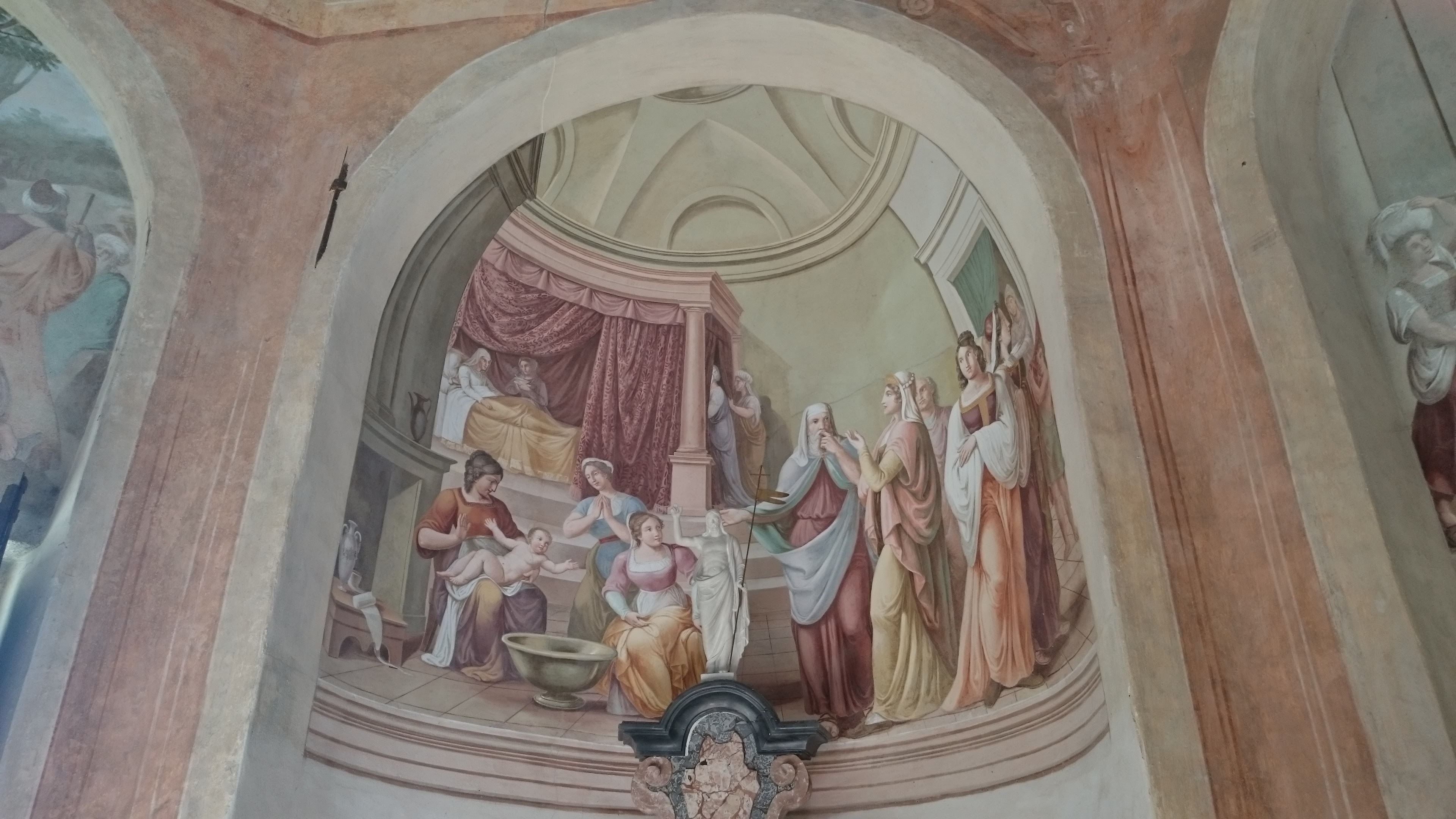
Battistero: presentazione di Giovanni Battista
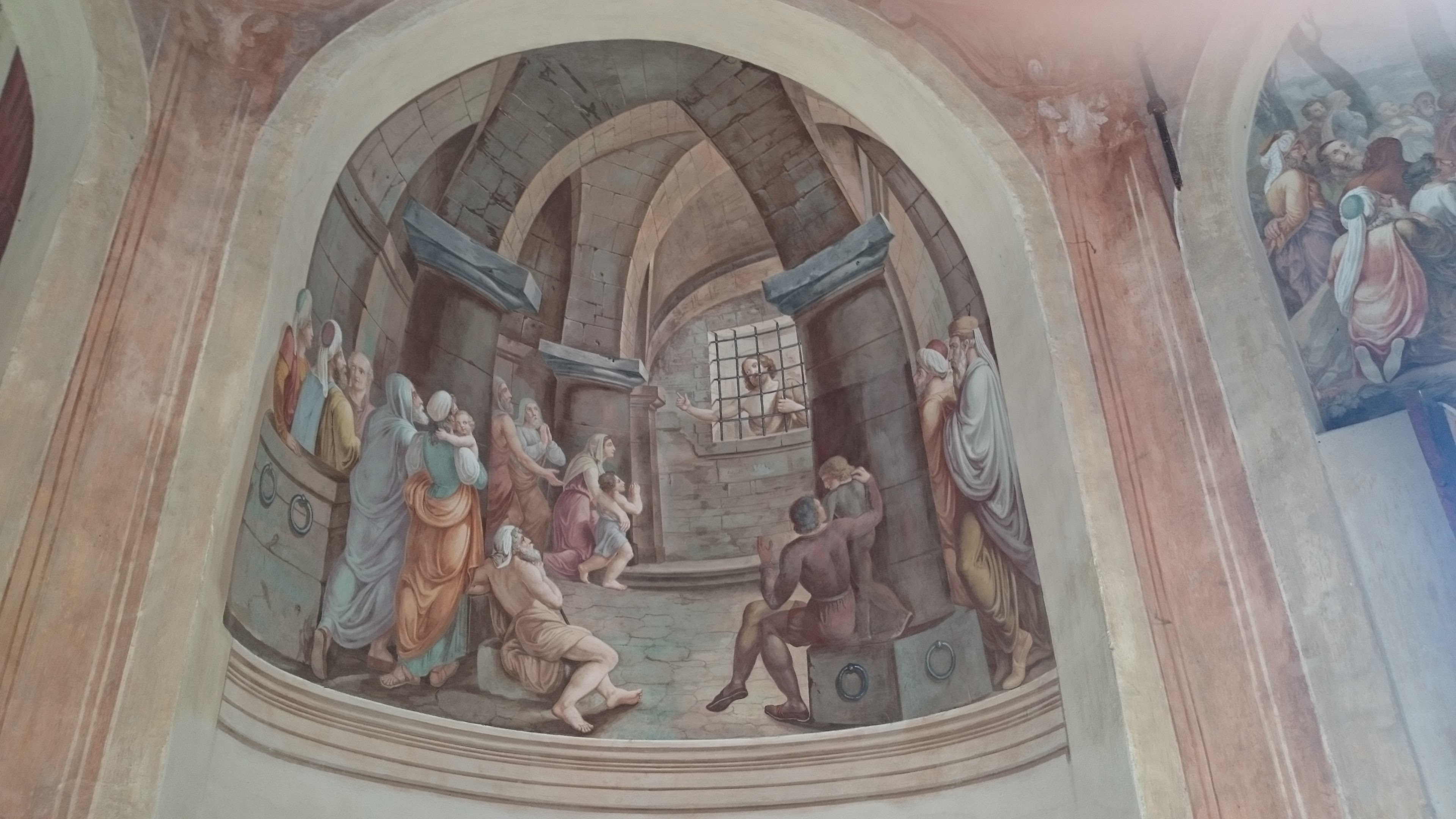
Battistero: Giovanni Battista predica dal carcere
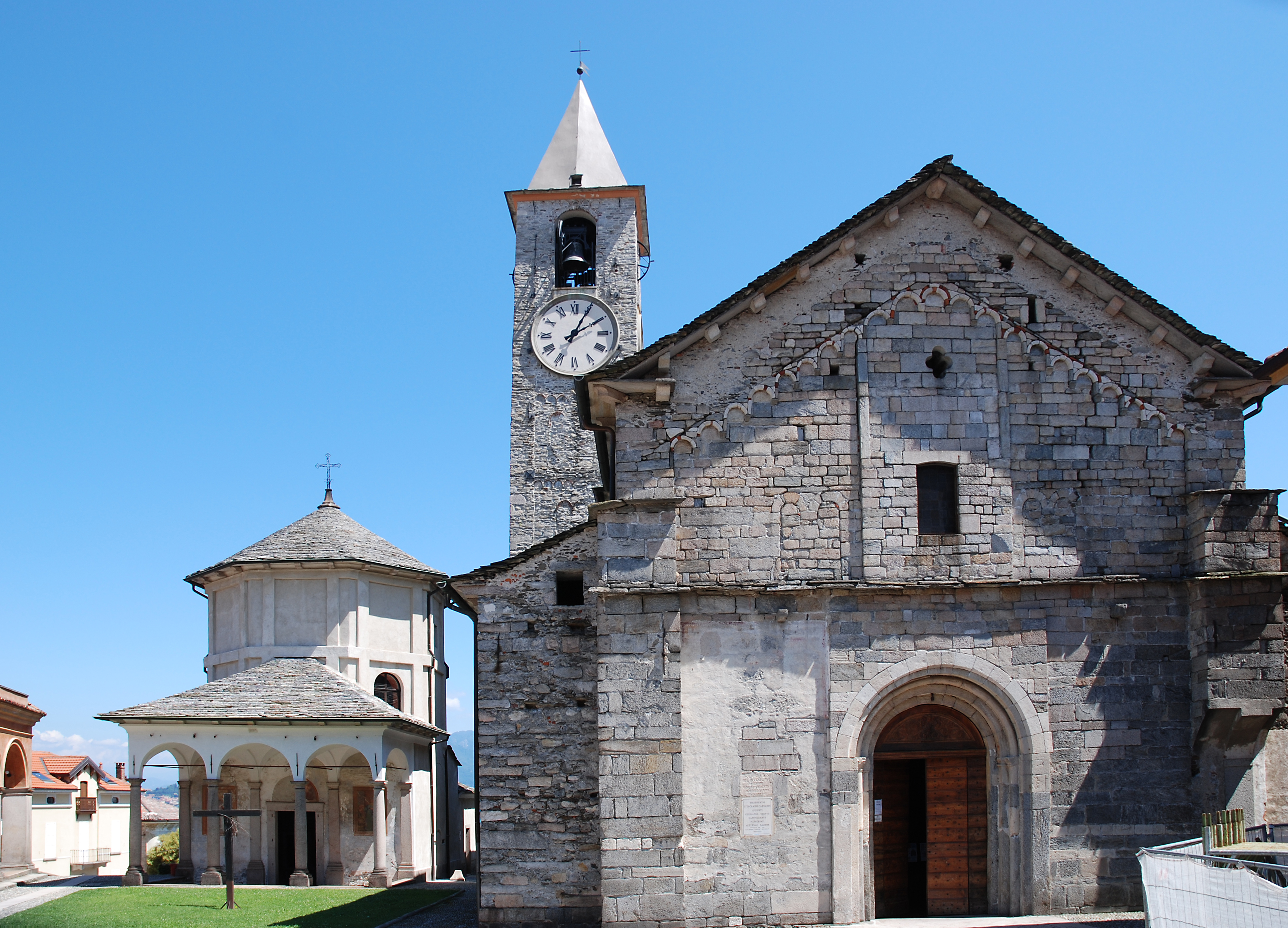
Chiesa SS Gervaso e Protaso e battistero
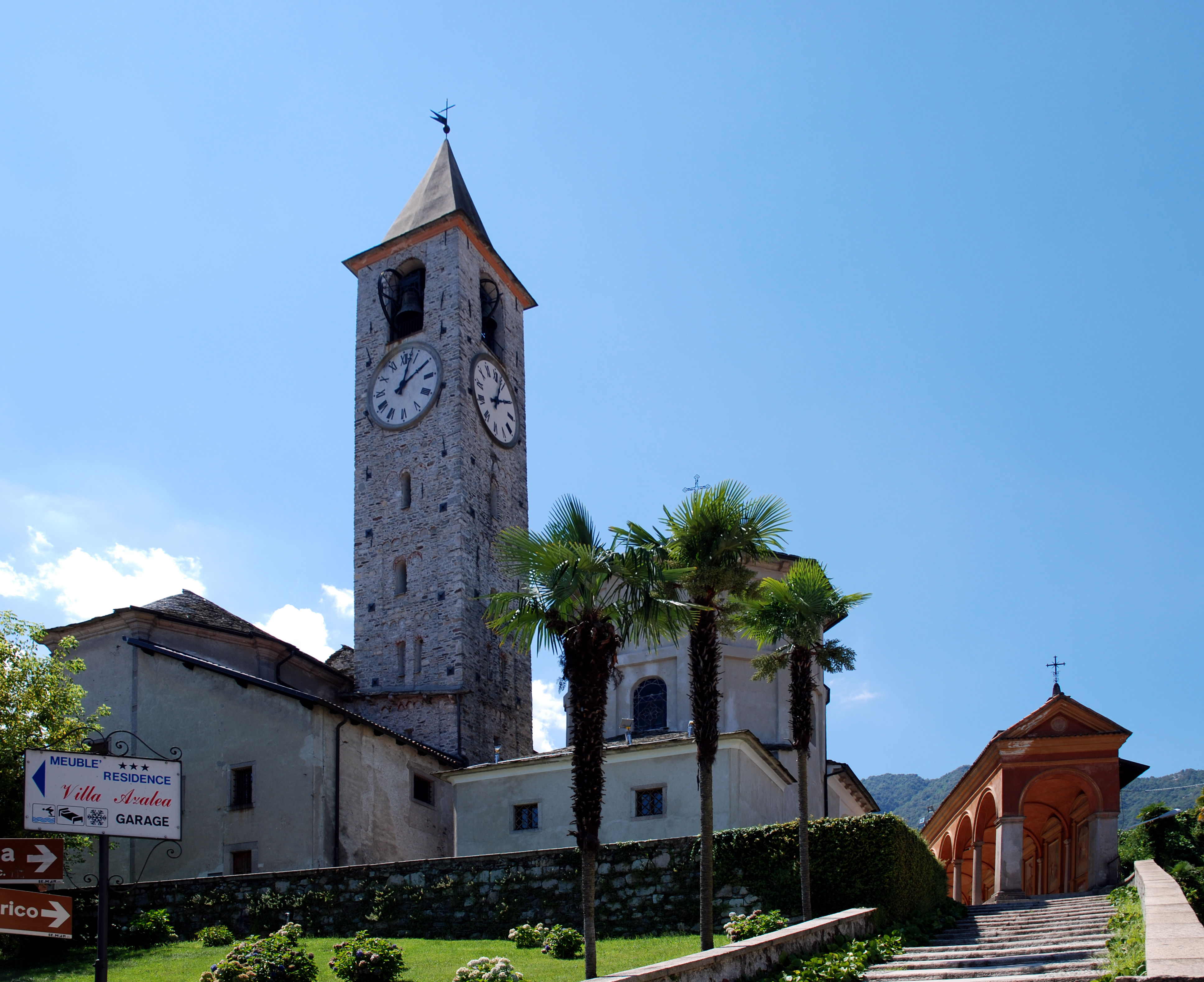
Campanile, vista posteriore
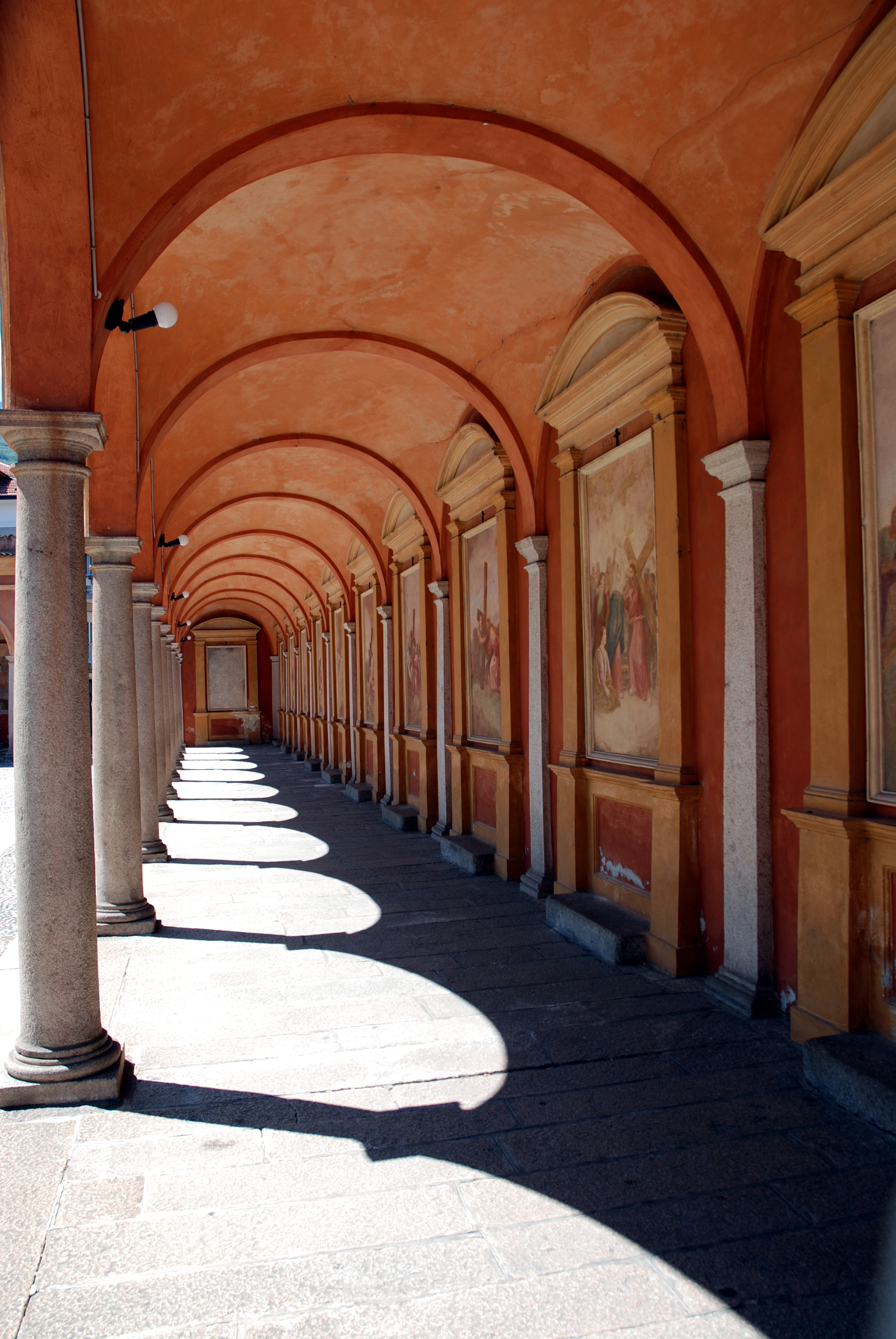
Portico della Via Crucis
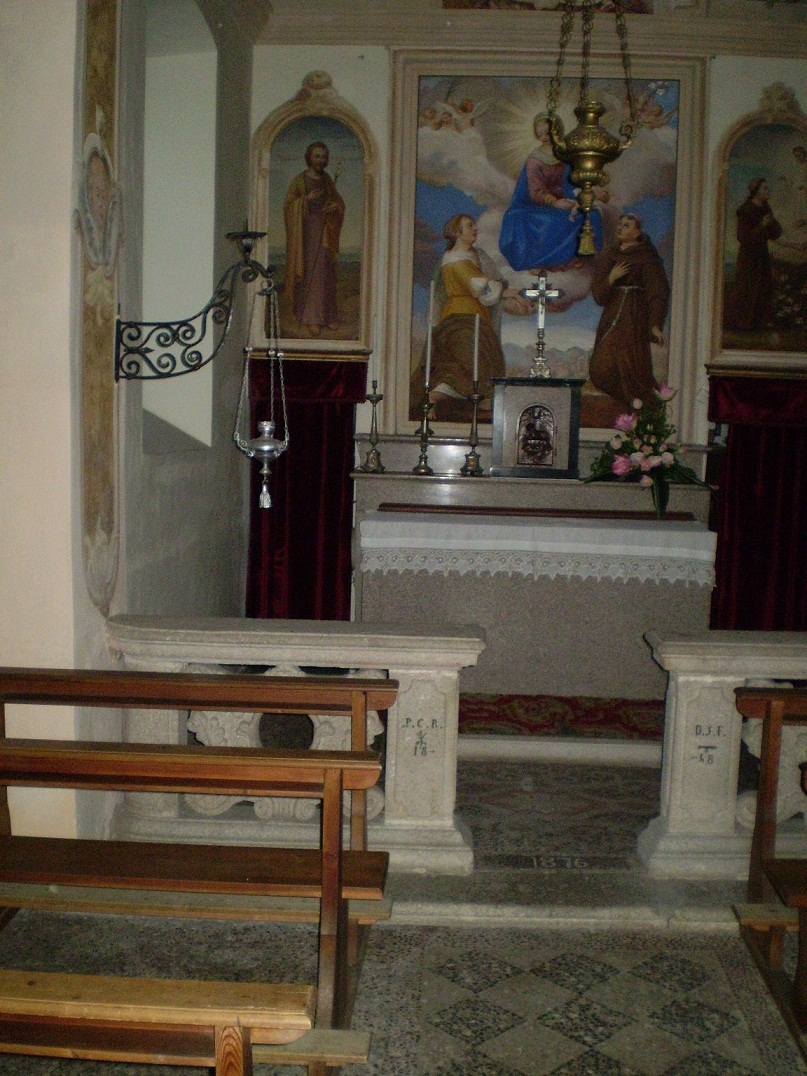
Interno della chiesa dei SS Antonio e Fermo nella frazione di Loita